# Жирмунты

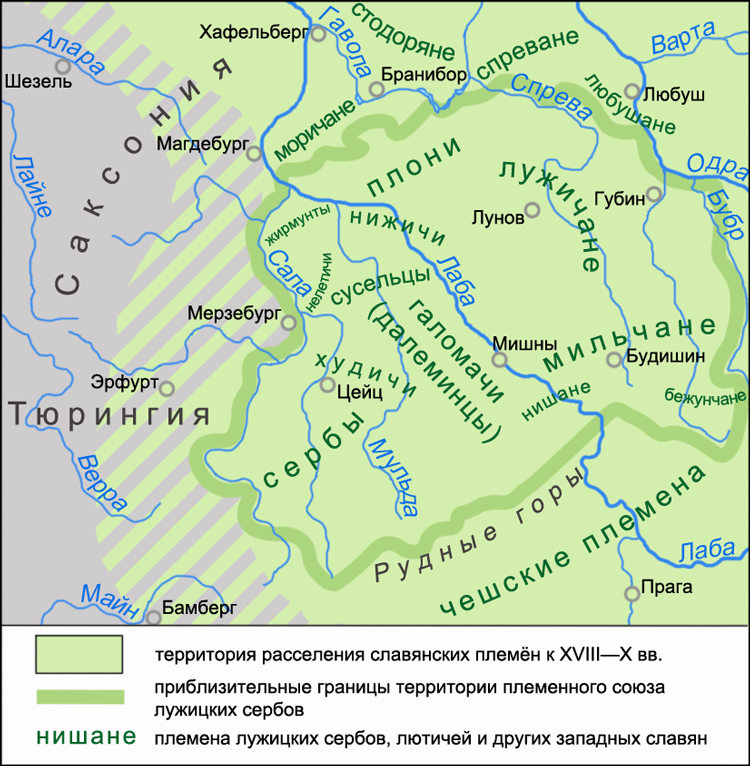
Племя жирмунтов на карте размещения лужицкосербских племён в VIII—X вв.

Жирмунты (пол. Żyrmunty, Żermunty, Żyrmuntowie) — средневековое западнославянское племя, входившее вместе с далеминцами, сорбами, лужичанами, мильчанами, нишанами, сусельцами и другими племенами в состав племенного союза лужицких сербов, являвшегося одним из трёх крупных объединений полабских славян.
Во второй половине I тысячелетия племя жирмунтов размещалось на территории, окружённой реками Мульдой и Зале в местах их впадения в Эльбу на территории современной Германии (федеральная земля Саксония). Земли к северу от жирмунтов за Эльбой населяло велетское племя моричан, земли к востоку за Мульдой занимало племя нижичей, к юго-востоку — племя сусельцев, к югу от жирмунтов размещалось племя нелетичей, к западу за рекой Заале находились области расселения германских племён.
В начале X века жирмунты вместе с другими племенами союза сорбов были покорены немцами, находясь под их властью жирмунты подверглись культурной и этноязыковой ассимиляции.